# Paul Barth (judoka)
Paul Barth, född den 20 september 1945 i München, Tyskland, är en västtysk judoutövare.
Han tog OS-brons i herrarnas halv tungvikt i samband med de olympiska judotävlingarna 1972 i München.